# 유순 (삼국지)
유순(劉循, ?~?)은 중국 후한 말의 세력가인 유장(劉璋)의 장남이다. 방희(龐羲)의 딸을 아내로 맞았다.

## 생애
213년, 유비가 장로(張魯)를 막던 도중 군사를 돌려 익주를 공격하자, 유장은 유괴, 장임, 냉포, 등현을 보내 부(涪)에서 유비를 저지하게 했으나 모두 격파당하고 유비는 진격하여 낙(雒)을 에워쌌다. 유순은 장임과 함께 성을 지키며 1년간 항전했으나, 214년에 결국 낙성은 함락되었다.
유비가 유장의 항복을 받고 익주를 차지한 후, 유장은 방희의 말에 따라 유순을 성도에 남겨두었다. 유순은 봉거중랑장(奉車中郞將)으로 임명되었다. 아버지 유장과 동생 유천(劉闡)은 형주로 떠났는데, 훗날 손권(孫權)이 형주를 차지하는 바람에 유장의 자손들은 오와 촉 두 나라에서 각각 대를 잇게 되었다.